# Пасьєнки (стадіон, Братислава)
«Пасьєнки» (словац. Štadión Pasienky) — багатофункціональний стадіон у місті Братислава, Словаччина, домашня арена місцевого ФК «Слован».
Стадіон побудований та відкритий 1962 року. У 2010 році реконструйований. До 2009 року був домашньою ареною місцевого ФК «Інтер». Нині тут домашні матчі приймає ФК «Слован».
Арена приймала матчі в рамках Чемпіонату Європи з футболу U-21 2000 року.
Окрім футбольних матчів та змагань з різних видів спорту, на стадіоні проводяться концерти та інші культурні заходи.